# 래리 포인덱스터
래리 포인덱스터(Larry Poindexter, 1959년 12월 16일 ~ )는 미국의 배우, 영화배우, 텔레비전 배우이다.
댈러스에서 태어났다.

## 방송
- RJ버거의 하드타임즈 시즌1

## 영화
- 더 하드 타임즈 오브 RJ 버거 (2010년) - 릭 버거 역
- 17 어게인 (2009년)
- 어쌔신: 닌자걸 (2008년) - 해리스 형사 역
- 모하비 폰 부스 (2006년) - 다렐 역
- 머터리얼 걸스 (2006년)
- S.W.A.T. 특수기동대 (2003년) - Capt. 토마스 풀러 역
- 포이즌 (2001년)
- 인트리피드 (2000년)
- 도로시 댄드리지 (1999년)
- 저지먼트 데이 (1999년)
- 화이트 레이븐 (1998년)
- 파이널 카운트 (1997년)
- 타임 언더 파이어 (1996년)
- 네이비 씰 2 (1996년)
- 그리드 러너 (1995년)
- 저주받은 정사 (1995년) - 래리 역
- 스케이트보드 키드 2 (1995년)
- 프렌즈 (1994년)
- 사랑의 조건 (1992년)
- 쉬 윌 테이크 로맨스 (1990년)
- 나이트 아이 (1990년)
- 아메리칸 닌자 2 (1987년)